# Christiani & Nielsen
Christiani und Nielsen ist ein 1904 von Rudolf Christiani und dem Marineleutnant (Premierleutnant) Aage Nielsen (1873–1945) in Kopenhagen gegründetes dänisches Bauingenieurbüro. Heute gehören sie zur thailändischen GP Group. Vor dem Krieg war die Bauindustrie einer von Dänemarks wichtigsten Exportmärkten und Christiani & Nielsen spielte dabei eine große Rolle.

## Pionier des Stahlbetons in Dänemark und Expansion
Sie waren Pioniere des Eisenbetons in Dänemark und besonders im Wasser- und Hafenbau aktiv, zum Beispiel Pfahlgründungen, Kaianlagen, Bogenbrücken und Absenktunnel. Sie expandierten schnell: 1906 wurde eine Niederlassung in Aarhus gegründet, 1908 in Hamburg (von Christiani selbst), 1910 in Sankt Petersburg (von Nielsen), 1913 in London, 1916 in Norwegen, 1917 in Brasilien, 1918 in Schweden und 1919 in Frankreich. Später folgten auch Niederlassungen in Australien (1923), Afrika (Südafrika 1937), den USA (1939) und 1930 die erste in Asien (Siam). Sie bauten Hafen- und Werftanlagen, Brücken, Industrieanlagen, Silos, Straßen, Flugplätze und Kraftwerke weltweit. Es gab gewisse Konflikte zwischen Christiani und Nielsen. Christiani drängte auf weltweite Expansion, während Nielsen bodenständiger und vorsichtiger war und für eine Konsolidierung eintrat. Letztlich setzte sich Christiani durch, der einen sehr guten internationalen Ruf als Ingenieur hatte.

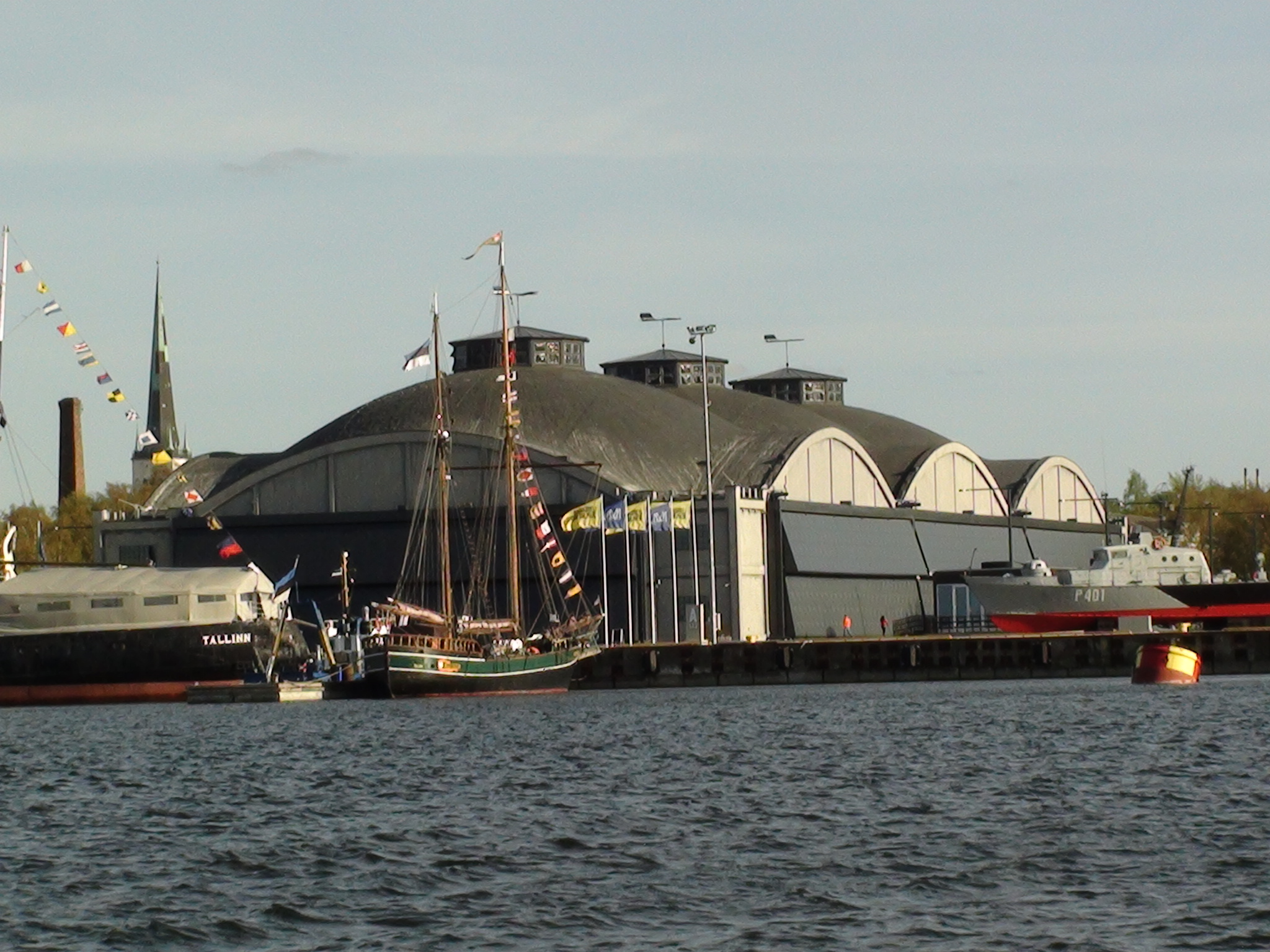
Wasserflugzeughafen, Lennusadam, Tallinn

## Zusammenarbeit mit Deutschland im Zweiten Weltkrieg und Nachkriegszeit
In den 1930er Jahren waren sie wesentlich am deutschen Autobahnbau beteiligt, sie hatten aber auch gute Beziehungen nach Frankreich. November 1940 beschloss man bei Christiani & Nielsen zwar in Dänemark nur an zivilen Projekten mit den Deutschen zusammenzuarbeiten, nicht aber im Ausland (zum Beispiel Norwegen, den Niederlanden oder Frankreich). Die Frage der Beschäftigung von Zwangsarbeitern wurde ignoriert und man arbeitete mit der Organisation Todt in Norwegen und Frankreich zusammen, zum Beispiel bei U-Boot Bunkern und anderen marinen Bauten in St. Nazaire, Bordeaux, La Rochelle. Das setzte sich bis Sommer 1944 fort kurz vor der Befreiung Frankreichs und wurde auch durch die Bombenangriffe nicht in Frage gestellt. In Norwegen war die Firma beteiligt an den Bauten der Nordag (ein Joint-Venture der Luftwaffe und IG-Farben) für die Aluminiumindustrie in Aardal – ein Rohstoff den die deutsche Luftwaffe benötigte und der billige elektrische Energie erforderte (Koppenberg Plan). Das führte schon damals zu Kritik von norwegischer Seite und nach dem Krieg zu juristischen Ermittlungen. Aus Sicht von Christiani war ihr Vorgehen dagegen legitim in einer Krisenzeit der Firma. Außerdem gelang es ihm dies als Aktivität der norwegischen Tochter darzustellen, so dass die Alliierten 1941/42 vor allem die schwedischen Aktivitäten für die Nordal kritisierten. 1943 wurde Christiani zunehmend in der Untergrundpresse angegriffen und beunruhigt über die Zunahme von Attentaten des Widerstandes entwickelte er den Plan einer schwedischen Besetzung Norwegens und Dänemarks und kontaktierte deswegen den deutschen Statthalter in Dänemark Werner Best, der positiv reagierte, aber auch verlangte, dass Christiani prominente Befürworter in Schweden finden müsse. Christiani führte Gespräche in Stockholm, überwiegend mit Geschäftsleuten (die norwegische Exilregierung und schwedische Diplomaten waren ablehnend) und im Januar 1944 kam der Plan an die Presse und führte zu heftiger Kritik. Selbst in der New York Times wurde sie aufgegriffen und Christiani als Kollaborateur von Best bezeichnet. Das lenkte die Aufmerksamkeit der amerikanischen Stellen auf die Firma und  1944 wurden sie von den Amerikanern auf die schwarze Liste gesetzt (Operation Safehaven diente vor allem dazu die Nationalsozialisten daran zu hindern Kapital im neutralen Ausland zu verstecken, sie betraf aber vor allem deutsche Firmen). Das war für die Firma ein schwerer Schlag, da sie stark von dem Ausschluss deutscher Unternehmen in Brasilien profitiert hatte und einen Großauftrag von dem von den USA finanzierten Aufbau der brasilianischen Stahlindustrie hatte. Nach dem Krieg bestanden Großbritannien und die USA im Fall von Christiani & Nielsen darauf, dass Christiani sich aus der Firma zurückzog und sie eine Aktiengesellschaft wurde. 1946 übernahm Rudolf Christianis Sohn Axel das Ingenieurbüro. 1958 wurde die Firma eine Aktiengesellschaft.
Schon 1946 war der Umsatz höher als 1938. In den fünf Kriegsjahren hatte die Firma 300 Millionen Dänenkronen Umsatz gemacht und 55 Millionen Gewinn, davon die Hälfte in Südamerika, vor allem Brasilien, aber auch Argentinien und Venezuela. In den ersten neun Monaten 1946 machten sie weltweit 65 Millionen Kronen Umsatz und waren mit rund 7000 Beschäftigten die größte dänische Firma. Auch in Norwegen hatte die Firma den Umsatz 1946 gegenüber 1938 verzehnfacht (Umsatz 0,8 Millionen Kronen) und war gut im Geschäft trotz der Bestrebungen einer Anklage gegen Christiani. Auch beim Wiederaufbau Frankreichs erhielt die Firma große Aufträge. Das Hauptbüro in Dänemark machte 1,9 Millionen Kronen Umsatz (in etwa gleicher Größe wie in Holland), in Brasilien lag er aber bei 13 Millionen, in Venezuela bei 9, in Argentinien bei 10 und in Uruguay bei 6 Millionen, in Frankreich bei 3, in England bei 7 und in Schweden bei fast 8 Millionen. Nur der einst so lukrative deutsche Markt war ausgefallen.
Bauingenieur bei Christiani & Nielsen war zum Beispiel Jørgen Brinch Hansen und auch der Gründer von COWI Christen Ostenfeld arbeitete in der französischen Niederlassung, bevor er sein eigenes Ingenieurbüro gründete.
Für den Maastunnel in Rotterdam mit Senkkästen entwickelten sie eine spezielle Sandunterspülung (von dem Ingenieur Aage E. Brettning).
Die Niederlassung in Siam wurde 1930 gegründet. Christiani % Nielsen ist 1992 insgesamt in thailändischen Besitz übergegangen und wurde eine führende Baufirma in Thailand. Sitz ist Bangkok.

## Projekte (Auswahl)
Projekte der dänischen Firma (Auswahl):
- die erste Stahlbetonbrücke Dänemarks, Amtmann Hoppes Brücke über den  Fluss Gudenå in Langå 1905. Rudolf Christiani hatte Eisenbetonbau bei François Hennebique in Belgien gelernt.
- ihre erste Stahlbeton-Kaimauer für die Zementfabrik Norden in Ålborg, 1906
- Stahlbetonarbeiten beim Bau der Storstrømsbroen
- Lotbrücke Castelmoron in Südfrankreich
- Hafen- und Dockanlagen in Cherbourg und St. Nazaire
- Maastunnel Rotterdam
- Hangar für Wasserflugzeuge in Tallinn, Lennusadam
- Wasserturm Saxine in Sakskøbing
- Maracanã-Stadion in Rio de Janeiro 1951/52
- Aula Magna der Universität Caracas, 1952/53
- Narrows Bridge in Perth, 1957/59

Bauten in Thailand (Auswahl):
- Demokratiedenkmal in Bangkok, 1939–1940
- Hafen Klong Toey
- Die Brücken Krungthep, Krungthon und Nonathburi über den Chao-Phraya-Fluss in Bangkok, 1954–59
- Rajadamnern-Boxstadion
- Sukhothai Hotel in Bangkok
- Rajamangala Stadium für die 13. Asienspiele, 1998
- All Season Place (Verwaltungsgebäude)
- SCG 100 Years New (Verwaltungsgebäude)
- Prince Mahidol Acoustic Hall (Konzerthalle der Mahidol-Universität), 2014

Weitere Bauten der thailändischen Firma:
- Salford Quays Millennium Lift Bridge in Salford, 2000